# Nedertorneå kyrka
Nedertorneå kyrka (finska: Alatornion kirkko), även kallad Björkö kyrka (Pirkkiön kirkko), ligger på ön Björkö i Torne älvs mynning i Torneå kommun, Finland. Den första kyrkan byggdes kanske redan i början av 1200-talet. Det är i alla fall känt att en träkyrka fanns här senast 1316. Den nuvarande kyrkan uppfördes 1794–1797. I den ingår det östra skeppet från en medeltida stenkyrka från 1500-talet. Den har fungerat som centrum för hela det vidsträckta Lappland.
Kyrkan fick sin nuvarande form när kyrkobyggaren Jacob Rijf byggde om den medeltida kyrkan till en korskyrka. Den är en god representant för monumental kyrkoarkitektur från slutet av 1700-talet. Kyrkan är korsformad försedd med ett vackert centraltorn. Det finns många likheter med Rijfs  kyrka i Skellefteå. Båda kyrkorna är påverkade av Adolf Fredriks kyrka i Stockholm.  På fasaden syns även minnestexten;
| ” | Utvidgad under Gustaf IV Adolphs regering år 1797 | „ |

Jaocb Rijf planerade också de viktiga detaljerna av inredningen. Han byggde den ståtliga predikstolen och planerade altaret. Placeringen i kyrkan avviker något från den traditionella. Predikstolen finns enligt traditionen vid den nordöstra korsarmen med sakristian i nära anslutning till den. Men altaret finns inte i den östra korsarmen utan i den sydöstra korsmitten. På 1700-talet fanns en strävan att luckra upp den traditionella rumsindelningen. Att placera altaret i en korskyrkas mitt var känt från Jacob Rijfs hemtrakter i Österbotten, bland annat i Matts Hongas kyrkor i Esse, Lochteå och den ombyggda Närpes kyrka. Rijf hade redan använt samma lösningen i Pedersöre kyrka år 1787.
Konstnär Karl Strömbäck har målat altartavlan "Kristus på korset" år 1820. På altartavlan ovanför Kristus finns bokstäverna INIK och inte de normala INRI.
Kyrkan saknar helt kors på utsidan.

## Historia och betydelsefulla händelser
- Nedertorneå klockstapel är en av mätpunkterna på Struves meridianbåge. Punkten mättes 1842[3].